# Парк Чарльза Клора
Парк Чарльза Клора (ивр. פארק צ'ארלס קלור‎, англ. Park Charles Clore) расположен на берегу моря на юго-западе Тель-Авива, Израиль. Занимает 29,6-акра (0,12 км2) вдоль Средиземного моря, назван в честь Чарльза Клора, британского финансиста, имущественного магната и филантропа.

## События
В 1974 году парк открылся для широкой публики. В 2007—2009 годах был реконструирован.
В мае 2019 года в Тель-Авиве прошёл конкурс песни «Евровидение-2019». Парк Чарльза Клора стал «евродеревней» и  в течение девяти дней принял более 20 000 делегатов, представителей СМИ и туристов. В семи зонах шли музыкальные шоу от известных израильских исполнителей, диджеев, спортивных центров, йоги, израильского фуд-корта.
25 июня 2021 года парк наполнился на фоне пандемии Covid-19 людьми со всей страны; это было крупнейшее собрание в стране с начала пандемии.